# سليمان العيوني
سليمان بن عبد العزيز العُيُوني (ولد 1389 هـ/ 1969 م) عالم نحوي ولغوي وباحث ومحقق سعودي، وكاتب وأديب. له نشاط دائب في تعليم النحو والصرف وفقه اللغة في الجامعة والمساجد، وفي وسائل التواصل والمِنصَّات الشبكية؛ ساعيًا إلى تيسير علوم العربية لطلَّابها، والإجابة عن الفتاوى اللغوية والاستفسارات في حسابه الشهير باسم (المفتي اللغوي) على منصة X (تويتر).
له اهتمام خاص بالكتاب (كتاب سيبويه) دراسةً وتحقيقًا وجمعًا للحواشي عليه، وصدر له عددٌ من المؤلفات في اللغة والنحو والصرف والإملاء والأدب. وحصل على جائزة مجمع الملك سلمان العالمي للغة العربية عام 2023م.

## ولادته وتحصيله
وُلد سليمان بن عبد العزيز بن عبد الله بن حمد بن عبد الله بن عثمان بن راشد العيوني الفُرَيجي المَطْرَفي العنزي العيوني في مدينة الرياض بالمملكة العربية السعودية، لأسرة ترجع إلى البكيرية في منطقة القصيم، يوم الجمعة أول رجب عام 1389هـ الموافق 12 سبتمبر (أيلول) 1969م. وفيها تلقَّى تعليمه في جميع مراحله؛ فدرس المرحلة الابتدائية في مدرسة عبادة بن الصامت، ثم في متوسطة أحمد بن حنبل في حيِّ العنوز في الرياض، ثم في ثانوية الرياض وثانوية الأندلس في حي النسيم.
حُبِّب إليه التخصُّص في علوم اللغة العربية فالتحقَ بكلية اللغة العربية في جامعة الإمام محمد بن سعود الإسلامية، ومنها حصل على الإجازة (البكالوريوس) بتقدير ممتاز، عام 1412هـ/ 1991م. ثم على العالمية (الماجستير) بتقدير ممتاز عام 1420هـ/ 2000م، وعنوان رسالته: (ما أعربه الكسائي من القرآن الكريم، جمعًا ودراسةً) بإشراف الدكتور حسن الحفظي، ومناقشة الدكتور محمد أحمد العمروسي، والدكتور جابر محمد البراجة. ثم على العالمية العالية (الدكتوراه) بتقدير ممتاز مع مرتبة الشرف الأولى، عام 1427هـ/ 2006م، وعنوان رسالته (إرشاد الطلَّاب إلى لفظ اللُّباب، لأحمد بن محمد الغنيمي الأنصاري (ت 1044هـ) من أوَّله حتى نهاية المرفوعات، تحقيقًا ودراسةً) بإشراف الدكتور عبد الله بن سالم الدوسري، ومناقشة الدكتور صالح بن سليمان العمير، والدكتور ياسين بن جاسم المحيمد.
وجمع إلى دراسة اللغة تحصيل العلوم الشرعية، فانتسب إلى كلية أصول الدين بجامعة الإمام محمد بن سعود الإسلامية بالرياض، قسم السنَّة وعلومها، وحصل منها على الإجازة (البكالوريوس) انتسابًا، بتقدير ممتاز، عام 1420هـ/ 2000م.

## شيوخه وأساتذته
- الشيخ عبد العزيز بن عبد الله ابن باز، لازم دروسَه الصباحية سنوات، وحضر له دروسًا ومحاضرات في عدَّة علوم شرعية.
- الشيخ محمد بن صالح ابن عثيمين، حضرَ له في الإجازات الصيفية وفي أسفاره إلى مسقط رأس آبائه وأجداده القصيم في مسجده بعُنَيزة.
- الشيخ عبد الله بن عبد الرحمن ابن جبرين، حضرَ شرحه على منار السبيل الذي بقي سنوات، وحضرت له دروسه الصباحية.
- الشيخ عبد الرحمن بن ناصر البرَّاك، لازم دروسَه الصباحية سنوات، وقرأ عليه في التفسير والآداب الشرعية، وكان كثيرَ المباحثة معه في اللغويات، وكتب له تزكية.
- الشيخ صالح بن فوزان الفوزان، درسَ كتابه شرح الواسطية، وحضرَ له دروسه في مسجده.
- الشيخ عبد العزيز بن عبد الرحمن المسند، حضرَ بعض دروسه، وشرحَه للآجُرُّومِيَّة.
- الشيخ صالح بن عبد الرحمن الأطرم، لازمَ دروسه الصباحية سنوات، وحفظَ وقرأ عليه مختصَرات في العقيدة والفقه، وكتب لي تزكية.
- الدكتور النحوي محمد بن عبد الرحمن المُفَدَّى، رئيس قسم النحو والصرف وفقه اللغة في كلية اللغة العربية بجامعة الإمام، قرأ عليه كتاب (الاقتراح في أصول النحو وجدله) للسُّيوطي، ودرَّسه في مرحلة الماجستير النحوَ و(كتاب سيبويه) و(مغني اللبيب) و(شرح التسهيل).
- الشيخ الدكتور النحوي ناصر بن عبد الله الطريم، درسه النحوَ في الكلية.
- الدكتور تركي بن سهو العُتَيبي، درسه النحو في مرحلة الدكتوراه، وقرأ عليه مقاطعَ من عدَّة كتب نحوية، كـ (كتاب سيبويه)، و(المقتضَب)، و(الأصول)، و(الإيضاح) للزجَّاجي، و(العوامل المئة) للجُرجاني.
- الدكتور النحوي الشاعر أمين عبد الله سالم (مصري)، درسه (أوضح المسالك)، وقرأ عليه في مجالس خاصَّة، وباحثه كثيرًا، واستفاد منه.
- الدكتور النحوي حسن بن محمد الحفظي، أشرف عليه في مرحلة الماجستير.
- الدكتور عبد الله بن سالم الدوسري، أشرف عليه في مرحلة الدكتوراه.
- الدكتور النحوي محمد بن خالد الفاضل، درسه النحو في الكلية.
- الدكتور النحوي صالح بن حسين العايد، درسه في الكلية.
- الدكتور النحوي عبد الله بن حمد الخثران، درسه في مرحلة الماجستير تاريخ النحو، وفي الدكتوراه منهج البحث النحوي واللغوي.
- الدكتور محمد عبد الله سعادة (مصري)، درسه الصرف في مرحلة الدكتوراه، وقرأ عليه في (كتاب سيبويه)، و(التكملة)، و(المنصف)، و(شرح الشافية)، و(الممتع) لابن عُصفور، و(شرح الملوكي).
- الدكتور أحمد السواحلي (مصري)، درسه في مرحلة الدكتوراه علم اللغة، وقرأ عليه في (المزهر) و(الخصائص) و(الصاحبي).

## وظائفه ونشاطاته
بدأ سليمان العيوني العمل الوظيفي مدرسًا في المعهد العلمي بالرياض، عام 1412هـ/ 1991م. ثم عُيِّن معيدًا في كلية اللغة العربية، قسم النحو والصرف وفقه اللغة، في جامعة الإمام بالرياض، من عام 1413هـ/ 1992م، ثم محاضرًا في القسم نفسه عام 1423هـ/ 2002م، ورُقِّي إلى أستاذ مساعد عام 1427هـ/ 2006م، ثم إلى أستاذ مشارك عام 1431هـ/ 2010م، ثم نال مرتبة الأستاذية (بروفيسور) عام 1437هـ/ 2015م، ولا يزال على رأس عمله في قسم النحو والصرف وفقه اللغة بكلية اللغة العربية.
وهو عضوٌ في عدد من الهيئات واللجان العلمية منها: الجمعية العلمية السعودية للغة العربية، وهيئة التحرير في مجلة الجمعية العلمية السعودية للغة العربية، ولجنة تطوير خِدْمة الاستعلامات اللغوية، في كلية اللغة العربية في جامعة الإمام محمد بن سعود الإسلامية، ولجنة رعاية المواهب في كلية اللغة العربية في جامعة الإمام، ولجنة وضع التمرينات لمقرَّرات النحو والصرف وفقه اللغة في الكلية، ولجنة الترقيات في جامعة الإمام، ولجنة المخطوطات في قسم النحو.
ألقى عشرات المجالس العلمية والدروس التعليمية في مساجد الرياض وغيرها من مدن المملكة ومناطقها، منها: نجران وحائل والدمام والخُبَر وشرورة والبكيرية وبُرَيدة والخَرْج وسكاكا والجَوْف وجُدَّة والأحساء، وفي بعض الدول الأُخرى، منها: اليمن والكويت والدنمارك (في مدينة أُدُنْسَة بجزيرة فين). درَّس فيها: (متن الآجُرُّومية)، ومتن (النحو الصغير) من تأليفه، ومتن (الموطَّأ في الإعراب) من تأليفه، ومتن (المقدمة الأزهرية) لخالد الأزهري، ومتن (منظومة الشبراوي) في النحو، و(مُلحة الإعراب) للحَريري، ومتن (قطر الندى) لابن هشام، وشرح ألفية ابن مالك (الخُلاصة)، ومتن (الصرف الصغير).
وأقام دورات علمية وتعليمية كثيرة، منها: (المهارات اللغوية للخطيب)، (طرائق تحبيب مادة النحو للطلاب)، (الضوابط اللغوية في الصياغة القانونية)، (حاجة الداعية إلى اللغة العربية)،   ودورات في النحو، وفي قواعد اللغة، وفي علم العَروض، وفي الإملاء والكتابة، وفي التصحيح اللغوي، وفي كيفية الإعراب وضوابطه.
وألقى عددًا من المحاضرات اللغوية والدعوية، منها: محاضرة (ألفية ابن مالك وشروحها) و(المنهجية في دراسة علوم العربية) و(تعريف بعلوم العربية) و(مدخل إلى علوم اللغة العربية) و(كتاب أوضح المسالك إلى ألفية ابن مالك لابن هشام الأنصاري رحمه الله (ت 761 هـ)، قيمته، ومنهجه، وكيف يستفيد منه طالب العلم) و(الإعراب: طريقته، ومصطلحاته، وبعض ضوابطه) و(اللغة العربية لغة العلوم) و(ما يحتاج إليه طالب العلم الشرعي من اللغة العربية) و(أهمية اللغة العربية للداعية وطالب العلم الشرعي) و(نشأة النحو) و(أخطاء لغوية) و(الأخطار المحيطة باللغة) و(تنمية اللغة) و(أصول النحو) و(مداخل الشيطان على الدعاة).
ونشط سليمان العيوني في وسائل التواصل، فأنشأ حساب (المصحح اللغوي) على منصة تويتر عام 1434هـ/ 2013م، وفي العام نفسه أنشأ حساب (المفتي اللغوي) أيضًا، نشر فيه آلاف التغريدات، وآلاف الإجابات عن الأسئلة، وعشرات الفوائد اللغوية، وعشرات الفتاوى اللغوية العلمية المحررة.
وشارك في عدد من الندَوات والمؤتمرات، وفي وسائل الإعلام المقروءة والمرئية، ونشر بعض القصائد الشعرية.

## مؤلفاته وآثاره
| الكتاب | الطبعة | التاريخ | المصدر |
| --- | ------ | ------- | ------ |
| الموطأ في الإعراب                                                                                             | 1      | 2006م   |        |
| ألفية ابن مالك في النحو والصرف المسمَّاة الخُلاصة في النحو (تحقيق)                                               | 1      | 2011م   |        |
| الموطأ في الإملاء                                                                                             | 1      | 2020م   |        |
| النحو الصغير ونظمه (وحيُ المَنام)                                                                               | 2      | 2021م   |        |
| حواشي كتاب سيبويه (جمعها وعلَّق عليها: أبو علي الفارسي، وأبو القاسم الزمخشري، وسليمان العيوني) 4 مجلدات (تحقيق) | 2      | 2021م   |        |
| الصرف الصغير ونظمه وفتحه وشرحه                                                                                | 4      | 2023م   |        |
| النحو الصغير ونظمه وفتحه وشرحه                                                                                | 5      | 2023م   |        |
| صغير ذو زَمَاع (رواية)                                                                                          | 1      | 2021م   |        |

## الجوائز
- حصل على جائزة مجمع الملك سلمان العالمي للغة العربية في فرع نشر الوعي اللغوي للأفراد عام  1445هـ/ 2023م،[10] وأقيم حفلُ التكريم مساء 5 نوفمبر 2023م.

## وصلات خارجية
- التعريف بالمستخدم أ.د.سليمان العيوني في صفحته في ويكيبيديا.
- فضيلة الشيخ د. سليمان بن عبدالعزيز العيوني.